# Roller Soaker
Roller Soaker was een hangende achtbaan met interactieve waterelementen in het Amerikaanse Hersheypark.
De Roller Soaker werd in 2002 geopend in het themagebied The Boardwalk achter de Tidal Force. Het was de tweede hangende achtbaan met waterelementen die werd gebouwd door Setpoint na de Flying Super Saturator in Carowinds. in 2012 werd de achtbaan gesloten, 4 jaar nadat Flying Super Saturator was gesloten. Breaker's Edge, een wateracht/glijbaan, verving Roller Soaker in 2018. 

## De rit
Iedere trein biedt plaats aan vier passagiers die twee aan twee met de ruggen tegen elkaar zitten. De treinen worden per drie het station uitgereden alvorens een voor een het circuit af te leggen. Het circuit zelf bevat slechts rustige hellingen en bochten.
Roller Soaker en Flying Super Saturator waren uniek vanwege de waterelementen die het mogelijk maken een watergevecht aan te gaan met de omstanders. In de achtbaantrein zat een reservoir met daarin voor iedere berijder vier gallon water. Dit kon de berijder laten vallen op de omstanders. De omstanders kunnen op hun beurt de berijders nat spuiten met diverse waterkanonnen.
Huidig: 
Comet ·
Fahrenheit ·
Great Bear ·
Lightning Racer ·
Roller Soaker ·
Sidewinder ·
SooperDooperLooper ·
Storm Runner ·
Trailblazer ·
Wild Mouse ·
Wildcat
Verdwenen: 
Little Comet ·
Twin Toboggans ·
Wildcat